# Budapest Eagles
A Budapest Eagles egy egykori budapesti amerikaifutball-csapat, melyet 2009-ben alapítottak és 2020-ban szűnt meg. 2010 és 2012 között, valamint 2014 és 2016 között a Divízió II-es bajnokságban indult. 2016-ban a csapat megnyerte a Duna Bowlt, és feljutott a Divízió I-be, ahol 2017-ben ezüstérmet nyert. 2017-ben a csapat a Divízió II-ben B-csapatot is indított. Az Eger Heroes visszasorolása miatt a csapat a 2018-as bajnokságban a HFL-ben indult, 2019-ben újra a Divízió I-ben játszott. 2020-ban a Divízió II-es bajnokságba neveztek, ám a szezon előtt visszaléptek, majd a csapat meg is szűnt.

## Története
Az Eagles 2009-ben alakult meg, első bajnoki szezonjuk a 2010-es másodosztályban volt. A MAFL Veritas Divízió II-ben 3 győzelemmel és 3 vereséggel 5. helyen zártak. A szezon után a klub megrendezte az AFA-kupát, illetve elindította az AFA (American Football Academy) programot. 2011-ben a csapat AV Planet-Eagles néven indult, a Divízió II-ben újfent 5. helyen zárt, ezzel a rájátszás wild card körébe jutott. Itt a Budapest Cowboys II csapata ellen kiestek. Az Eagles irányítója ebben a két szezonban Czirók Márton volt.
2011 novemberében a Budapest Eagles és az USA Eagles együttműködési megállapodást kötött, melynek jelképeként az együttesek közös mintájú logót használtak.
A 2012-es szezon nem sikerült jól az Eagles számára, a csapat harmadosztály keleti csoportjában egyetlen győzelemmel az 5. helyen végzett. A csapat 2013-ban nem indult a bajnokságban; 2014-ben az Eagles Szentpétery Alexander vezetésével a Divízió II-ben 1 győzelemmel a 9. helyen zárt, és a wild card körbe jutott, ahol a Dabas ellen sima vereséget szenvedett.
A 2015-ös szezon előtt az együttes szakmai stábja megújult Boda Gábor vezetőedző vezetésével, egyúttal az Eagles együttműködésbe kezdett a Dunaújváros Gorillaz csapatával. Az új stáb segítségével az Eagles az ESA Divízió II-ben 3 győzelemmel a 3. helyen zárt. A rájátszásban először játszottak hazai pályán, és első győzelmüket is megszerezték a Jászberény Wolverines ellen, ám az elődöntőben idegenben a Szekszárd Bad Bones ellen már nem sikerült a győzelem.
2016-ban újabb szintet lépett a csapat: a Fezen Divízió II alapszakaszát veretlenül megnyerte, és pályaválasztóként mind az elődöntőben a Szombathely, mind a (First Fielden rendezett) döntőben a Fehérvár ellen nyerni tudott, így a VIII. Duna Bowl győztese lett, és feljutott Divízió I-be.
2017-ben a Fezen Divízió I-ben az Eagles felemás szezont futott: az alapszakaszban és a középszakaszban is minden csapatot legyőztek a Fehérvár Enthroners kivételével, és a döntőben sem tudták megállítani a fehérváriakat. A klub a Berény Sport Divízió II-ben is indított csapatot, ahol a rutintalan játékosok győzelem nélkül zártak.
Az ezüstérem miatt az Eagles nem jutott ugyan fel a HFL-be, ám az Eger Heroes az U19-es csapatokra vonatkozó előírások megsértése miatt elvesztette a HFL-ban indulás jogát, így a Budapest Eagles előtt megnyílt a HFL reménye. Ezzel összeférhetetlenség miatt a dunaújvárosiakkal kötött partnerség is megszakadt. 2017 decemberében a korábbi jogtulajdonos Blue Scorpions Motorclub kilépett a MAFSZ-ból a Testvériség SE jogutódlásával; a Budapest Eagles a TSE szakosztályaként indut a 2018-as HFL-ben.
2018-ban a csapat 2 győzelmet szerzett a HFL-ben, így elkerülték a kiesést, miközben a Divízió I-ben az Eagles 2 versenyzett és végzett a 6. helyen. Ennek ellenére 2019-ben a csapat nem vállalta újra a HFL-szereplést, és az Eagles a Divízió I-ben győzelem nélkül, 6 vereséget szerezve végzett. A 2020-as szezon a Covid-járvány miatt halasztva került megrendezésre, az Eagles eredetileg a Divízió II-be adta be a nevezést, de június 30-án a csapat visszalépett a bajnokságtól, és ezt követően a csapat meg is szűnt.

## Eredmények
| Szezon | Bajnokság | Osztály | Csoport | Alapszakasz | Alapszakasz | Alapszakasz | Rájátszás eredmények                                                                               |
| Szezon | Bajnokság | Osztály | Csoport | Eredmény    | Győzelem    | Vereség     | Rájátszás eredmények                                                                               |
| ------ | --------- | ------- | ------- | ----------- | ----------- | ----------- | -------------------------------------------------------------------------------------------------- |
| 2010   | MAFSZ     | Div II  |         | 5.          | 3           | 3           | |
| 2011   | MAFSZ     | Div II  |         | 5.          | 3           | 2           | Vereség Wild card (Budapest Cowboys II) 21–14                                                      |
| 2012   | MAFSZ     | Div II  | Kelet   | 5.          | 1           | 4           | |
| 2014   | MAFSZ     | Div II  |         | 9.          | 1           | 3           | Vereség Wild card (Dabas Sparks) 21–0                                                              |
| 2015   | MAFSZ     | Div II  |         | 3.          | 3           | 1           | Győzelem Wild card (Jászberény Wolverines) 27–14 Vereség Elődöntő (Szekszárd Bad Bones) 26–6       |
| 2016   | MAFSZ     | Div II  |         | 1.          | 4           | 0           | Győzelem Elődöntő (Szombathely Crushers) 40–2 Győzelem VIII. Duna Bowl (Fehérvár Enthroners) 35–13 |
| 2017   | MAFSZ     | Div I   |         | 2.          | 5           | 2           | Vereség VIII. Duna Bowl (Fehérvár Enthroners) 35–13                                                |
| 2017   | MAFSZ     | Div II  | Kelet   | 5.          | 0           | 5           | |
| 2018   | MAFSZ     | HFL     |         | 7.          | 2           | 5           | |
| 2018   | MAFSZ     | Div I   |         | 6.          | 1           | 5           | |
| 2019   | MAFSZ     | Div I   | Nyugat  | 6.          | 0           | 6           | |

## Stadionok
Az Eagles a Népliget környékén tartotta az edzéseit és a mérkőzéseit 2017-ig (Építők Sporttelep, Siketek Sporttelep), ám 2017-ben a Testvériség SE-vel kötött partnerség keretében a XV. kerületben, a Barátság Sporttelepen belekezdett Budapest első szabványméretű amerikaifutball-pályájának létrehozásába. Ez a projekt végül nem valósult meg, a 2018-as HFL szezonban Fóton játszottak, 2019-től a Spartacus sporttelepére költöztek.